# Universidad de la Sierra Juárez
La Universidad de la Sierra Juárez «UNSIJ» es una institución pública de educación superior e investigación científica del Gobierno del Estado de Oaxaca, con apoyo y reconocimiento del Gobierno Federal, pertenece al Sistema de Universidades Estatales de Oaxaca (SUNEO) y se localiza en Ixtlán de Juárez, Oaxaca, México . Sus funciones principales son: la enseñanza, la investigación, la difusión de la cultura y la promoción del desarrollo.

## Objetivos de este modelo de universidad
A. Descentralizar la educación superior para:
- Evitar la concentración de recursos académicos y científicos en zonas que se van fortaleciendo desproporcionadamente y diferenciándose de modo creciente del resto del país.
- Prevenir la descapitalización humana de las regiones más desfavorecida, que por falta de oportunidades educativas ven partir a las generaciones jóvenes, en una edad que facilita su desarraigo permanente, por los lazos afectivos y sentimentales y de intereses que se producen en el lugar de residencia, y vuelve prácticamente imposible su recuperación, con los efectos lógicos, en una sociedad que pierde a sus generaciones jóvenes.

B. Mejorar el conocimiento de los recursos económicos de la región de que se trate, para establecer las bases de un desarrollo económico y social firme.
C. Formar líderes sociales en los ámbitos público y privado.
D. Introducir una élite profesional en una sociedad que carece de ella, para que sirva de catalizador de la transformación.
E. Mejorar la competitividad cultural de la zona de influencia de la respectiva universidad, al combinar la recepción de ideas y conceptos modernizadores, con la conservación y el reforzamiento de los valores propios.
F. Contribuir, en un mundo globalizado, a la competitividad de la economía de Oaxaca y de México, buscando los más altos estándares de calidad en la enseñanza y la investigación, sin ningún tipo de absurdos complejos de inferioridad.

## Historia

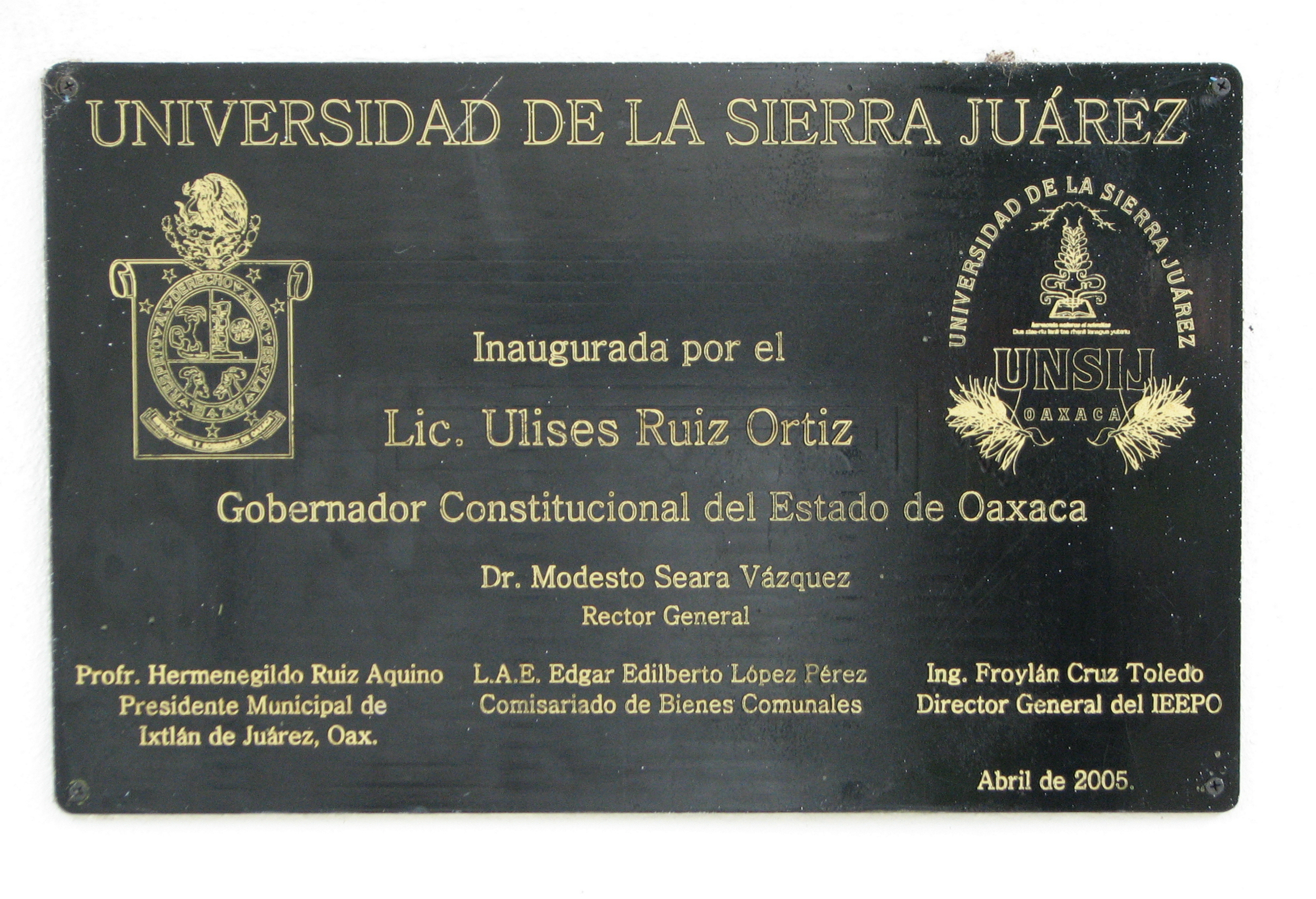
Placa conmemorativa del establecimiento de la Universidad.

### Establecimiento de la universidad
Como una región montañosa rural, la educación superior no había sido previamente disponible. En abril de 2005 el gobierno del estado de Oaxaca estableció la Universidad de la Sierra Juárez para ayudar a promover el desarrollo y la educación de los ciudadanos en la región Sierra Norte. Actualmente la universidad ofrece grados en los ámbitos de silvicultura, computación, ciencias ambientales, biología y tecnología de los recursos naturales.

## Órganos de gobierno
- Rector, que es la máxima autoridad universitaria, y es nombrado o removido por el gobernador del Estado.
- Vicerrector Académico y Vicerrector Administrativo, nombrados por el rector.
- Jefes de Carrera y Directores de Institutos de Investigación, así como los Jefes de las Divisiones de Postgrado. Son nombrados por el Rector.

## Oferta educativa
La UNSIJ ofrece seis licenciaturas y dos posgrados. 

### Licenciaturas
- Administración Turística
- Biología
- Ciencias Ambientales
- Informática
- Ingeniería en Tecnología de la Madera
- Ingeniería Forestal

### Posgrados
Maestrías
- Ciencias en Conservación de los Recursos Forestales
- Ciencias en Gestión Ambiental

## Infraestructura
La UNSIJ cuenta con trece laboratorios y un taller
Laboratorios
- Laboratorio de Instrumentación
- Laboratorio de Química Ambiental
- Laboratorio de Biología Molecular
- Laboratorio de Ecotoxicología
- Laboratorio de Aguas y Suelos
- Laboratorio de Ciencias de la Tierra
- Laboratorio de Microbiología Ambiental
- Laboratorio de Geología Ambiental
- Laboratorio de Sistemas de Información Geográfica
- Laboratorio de Tecnología de la Madera
- Laboratorio de Ecología y Biodiversidad
- Laboratorio Químico-Biológico (Docencia)
- Laboratorio de Redes

Talleres
- Taller de Tecnología de la Madera

## Investigación
La UNSIJ cuenta con un Instituto de Investigación y cuatro publicaciones
Institutos
- Instituto de Estudios Ambientales

Publicaciones
- Recursos hídricos de la Sierra Norte de Oaxaca. Caracterización, diagnóstico y gestión. Clark Tapia, Ricardo et al. 2016. 131pp.
- Los zapotecas serranos. Peña Mondragón, Ana Laura (comp.). 2012. 186pp.
- Conocimiento indígena contemporáneo y patrimonio biocultural en la Sierra Juárez de Oaxaca. Aportaciones empíricas y análisis hacia la sustentabilidad. Fuente Carrasco, Mario Enrique, Faustino Ruiz Aquino y Ciro Aquino Vázquez (ed.). 2012. 166pp.

## Difusión de la cultura
Entre las funciones de la UNSIJ está la difusión de la cultura que comprende un amplio abanico de posibilidades y se orienta tanto a la comunidad universitaria como a la población en general. Se enfoca a la presentación de productos culturales de alta calidad, y la realización de actividades que den respuesta a iniciativas e inquietudes de los estudiantes, muchas veces con fines esencialmente recreativos. Podemos mencionar:
- Semana de las Culturas de la Sierra Juárez[4]
- Cine club UNSIJ
- Taller de danza y teatro
- Programa de radio "Naturaleza, ciencia y armonía"
- Día del biólogo
- Semana de biología
- Semana universitaria del Medio Ambiente

## Promoción del desarrollo
Consiste en el apoyo que se proporciona a comunidades rurales, organizaciones de productores y productores privados, mediante asesorías técnicas, cursos de capacitación y elaboración de proyectos productivos y de investigación, en los que participan profesores-investigadores y técnicos de la Universidad de la Sierra Juárez. A través de estas acciones se desea fortalecer los núcleos productivos con innovaciones tecnológicas que permitan el adecuado desarrollo de sus actividades primarias mediante el aprovechamiento sustentable de los recursos naturales de las regiones, a fin de fomentar un uso y manejo racional de los mismos.  El propósito es coadyuvar en el desarrollo socioeconómico del sector productivo primario de las regiones, contribuir en forma significativa a la transformación de la sociedad y propiciar mejores condiciones de bienestar.
Al año 2019 la UNSIJ atiende a 26 municipios de Oaxaca con 3 proyectos productivos impulsando el desarrollo de las comunidades.